# Bingen swingt
Bingen swingt is een jazzfestival, dat sinds 1996 jaarlijks wordt gehouden in de Duitse stad Bingen. Het wordt georganiseerd door de stad Bingen.
Het festival wordt steeds eind juni op drie achtereenvolgende dagen gehouden en is een festival in de open lucht, met acht podia in de binnenstad. Er treden steeds meer dan dertig groepen op, zowel nationale als internationale groepen. Musici en groepen die er hebben opgetreden zijn onder meer het Glenn Miller Orchestra, Manteca, Butch Miles, Bill Ramsey, Benny Golson, Emil Mangelsdorff, Axel Zwingenberger, China Moses en Roger Cicero. Ook zijn er steeds regionale bands te horen.
Voor het festival worden jaarlijks tussen de 5000 en 8000 tickets voor een of meer dagen verkocht, waardoor er steeds meer dan 10.000 bezoekers zijn.